# آرخارا
آرخارا (به لاتین: Arkhara) یک منطقهٔ مسکونی در روسیه است که در استان آمور قرار دارد.